# Bagnisiopsis moricola
Bagnisiopsis moricola är en svampart som först beskrevs av Cooke & Ellis, och fick sitt nu gällande namn av Theiss. & Syd. 1915. Bagnisiopsis moricola ingår i släktet Bagnisiopsis och familjen Phyllachoraceae.   Inga underarter finns listade i Catalogue of Life.